# Upton Park (Stadion)
Der Upton Park, eigentlich Boleyn Ground, war das Fußballstadion des Londoner Clubs West Ham United im Stadtteil Upton Park im Bezirk Newham. Nach dem Umzug von West Ham United in das umgebaute London Stadium im Jahr 2016 wurde der Upton Park abgerissen; es wurden Gebäudekomplexe auf dem Gelände errichtet.

## Bau und Namensherkunft
Das Stadion wurde 1904 nach dem Entwurf von Henri Pillipe Tiite Parker für 16 Mio. £ erbaut, nachdem der Club das Grundstück vom „London District of Upton Park“ zur Verfügung gestellt bekommen hatte. Dort wurde das so genannte „Green Street House“ als Schule benutzt. Dieses Gebäude war aufgrund der Verbindung zu Anne Boleyn, der einst das Grundstück gehörte, auch bekannt als Boleyn Castle. Obwohl das Stadion offiziell Boleyn Ground hieß, war es überwiegend als Upton Park bekannt.

## Im Stadion
Das Stadion war ein reines Fußballstadion. Es hatte eine Gesamtkapazität von 35.345 Zuschauern und bot ausschließlich Sitzplätze. Während der 1990er Jahre war der Upton Park mehrfach umgebaut worden:
Die Fans von West Ham United nahmen traditionell auf der legendären Tribüne „Bobby Moore Stand“ ihren Platz ein. Diese in Südrichtung gelegene Tribüne fasste nach einem Umbau 1993 9.000 Zuschauer und enthielt exklusive VIP-Boxen.
Die Gästeanhänger saßen auf der im Norden befindlichen Sir Trevor Brooking Stand (bis Juli 2009 Centenary-Stand), die nach einem Umbau 1995 nun insgesamt 6.000 Zuschauern Platz bot. Im oberen Bereich befand sich der Familienblock, während der untere Bereich in einen Gäste- und einen Heimabschnitt aufgeteilt war. Für Gästefans wurden in der Regel 2.500 bis 3.000 Plätze reserviert.
Die Haupttribüne nannte sich „Dr. Martens Stand“. Diese Tribüne bot nach einem Umbau 2001 nun 15.000 Fans einen Sitzplatz. Auch hier befanden sich exklusive VIP-Boxen, sowie ein Hotel, welches in die Tribüne integriert war und von dem aus man das komplette Spielfeld überblicken konnte. Sie war im Jahr 2001 eröffnet worden. Das Bauwerk, in dessen Inneren sich ebenfalls noch ein Fanshop und ein Ticketschalter befanden, wurde von zwei großen Türmen eingerahmt, welche dem Vereinswappen von West Ham United nachempfunden waren.
Die Gegengerade war die so genannte „East-Stand“, welche 1969 eröffnet worden war. In der Nordost- sowie in der Südwestecke befand sich jeweils eine große Videowand.
Zudem befand sich das West Ham United Museum (Baukosten: ca. vier Millionen Pfund) im Stadion. Dort wurden z. B. historische Gegenstände, wie die Weltmeisterschaftsmedaillen von u. a. Geoff Hurst aus dem Jahre 1966 ausgestellt.
Das Stadion war über die Station „Upton Park“ der District- sowie Hammersmith & City Line der London Underground zu erreichen.

## Trivia
Am 10. Mai 2016 trug West Ham United nach 112 Jahren sein letztes Spiel im Upton Park aus. Die Premier-League-Partie gegen Manchester United vor 34.662 Zuschauern endete mit einem 3:2-Sieg für die Hammers. Zur Saison 2016/17 bezog der Verein das umgebaute Londoner Olympiastadion mit 60.000 Plätzen. Der Vertrag geht über 99 Jahre und West Ham zahlt jährlich 2,5 Mio. £ Stadionmiete. Für die erste Spielzeit in der neuen Heimstätte wurden 50.000 Dauerkarten verkauft. Auf dem Grund des Upton Parks sollen 842 Wohnungen bis 2022 entstehen. Am 7. August 2016 fand die Eröffnungspartie im Londoner Olympiastadion gegen Juventus Turin statt.
Mitte August 2016 begannen im leerstehenden Upton Park die Dreharbeiten für den Actionfilm Final Score mit Pierce Brosnan, Dave Bautista und Ray Stevenson. Dabei wurden Teile des Stadions in die Luft gesprengt. In den sozialen Netzwerken wurden Bilder der Zerstörungen gepostet. Anhänger von West Ham zeigten sich wenig begeistert von den Bildern und trauern um die alte Spielstätte.
Am 28. September 2016 begann der Abriss des Stadions. Im Frühjahr 2017 wurden die Arbeiten abgeschlossen.